# Kirkia burgeri
Kirkia burgeri är en tvåhjärtbladig växtart. Kirkia burgeri ingår i släktet Kirkia och familjen Kirkiaceae.

## Underarter
Arten delas in i följande underarter:
- K. b. burgeri
- K. b. somalensis